# José Luis Flecha
José Luis Flecha (Paraguay, 19 de marzo de 1988) es un exfutbolista paraguayo. Jugaba de delantero y su último equipo fue el Aviced FC de la Segunda Categoría de Ecuador.

## Clubes
| Club                                   | País     | Año         |
| -------------------------------------- | -------- | ----------- |
| Club Fernando de la Mora               | Paraguay | 2008 - 2010 |
| Deportivo Azogues                      | Ecuador  | 2011        |
| Guayaquil City                         | Ecuador  | 2012- 2013  |
| Deportivo Azogues                      | Ecuador  | 2013- 2014  |
| Manta Fútbol Club                      | Ecuador  | 2014        |
| Deportivo Quevedo                      | Ecuador  | 2015 - 2018 |
| Club Deportivo San Francisco (Azogues) | Ecuador  | 2018        |
| Fuerza Amarilla                        | Ecuador  | 2019        |
| Aviced FC                              | Ecuador  | 2020 - 2021 |

- Datos: Q17478025